# Tătărani
Tătărani là một xã thuộc hạt Dâmbovița, România. Dân số thời điểm năm 2002 là 5488 người.